# Eupithecia schuetzeata
Eupithecia schuetzeata är en fjärilsart som beskrevs av Rudolf Pinker 1961. Eupithecia schuetzeata ingår i släktet Eupithecia och familjen mätare. Inga underarter finns listade i Catalogue of Life.